# Rat bike

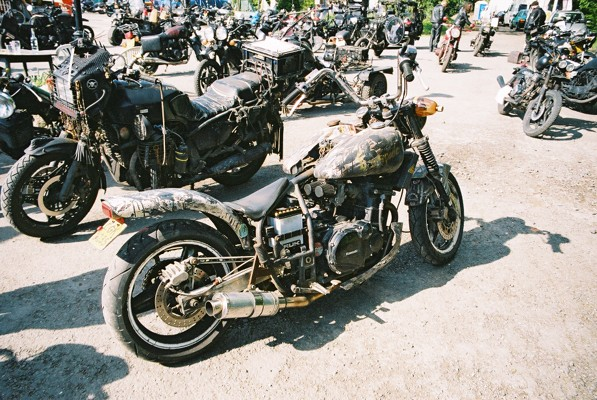
Rat bikes no UK Rat and Survival Bike rally em 2005

Rat bikes é um termo estadunidense que significa motocicletas velhas que ficaram ao relento por muitos anos, mas que ainda mantém mecânica e ciclísticas em funcionamento. É similar aos Hot rods, mas voltados às motos..

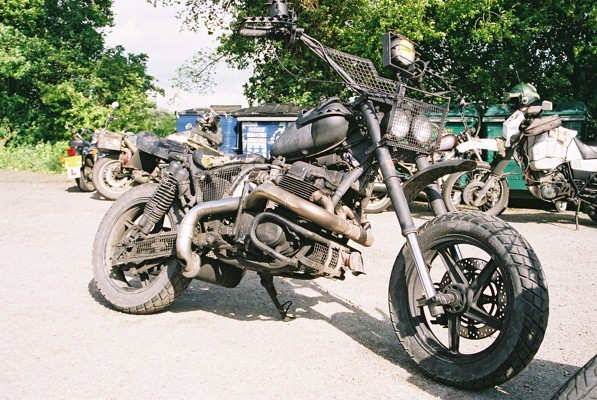

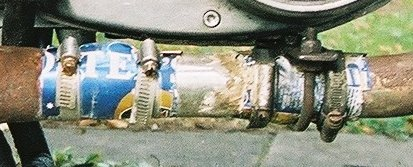
Engenharia Ratbike por vezes se destaca pelas gambiarras usadas para manutenção, como essa solda feita de junções de lata.

A essência do estilo rat bike consiste em manter a motocicleta em bom estado porém gastando o mínimo com reposição de peças, ou seja; gambiarras para continuar usando as peças originais, além disso no estilo se despreza a aparência de limpinha, ferrugem e sujeira são o que dão o toque especial às motocicletas

## Survival bikes
Assemelha-se as rat bikes, mas tem propósitos diferente que é tornar o novo em velho, além de outras razões estilísticas.
Isto exige uma adaptação de peças que não foram projetados para ajustar o modelo da moto em questão. Embora a origem do termo ratbike não seja claro, sua criação costuma ser atribuída a revistas especializadas em motos personalizadas, sendo depois largamente utilizado.
Várias Rat bikes são pintadas em preto fosco, mas este não é um requisito.

Rat bike gyn